# Hoplebaea nigrita
Hoplebaea nigrita är en skalbaggsart som beskrevs av Louis Albert Péringuey 1902. Hoplebaea nigrita ingår i släktet Hoplebaea och familjen Melolonthidae. Inga underarter finns listade i Catalogue of Life.